# 1927 en photographie
| Années de la photographie : 1924 - 1925 - 1926 - 1927 - 1928 - 1929 - 1930    |
| Décennies de la photographie : 1890 - 1900 - 1910 - 1920 - 1930 - 1940 - 1950 |

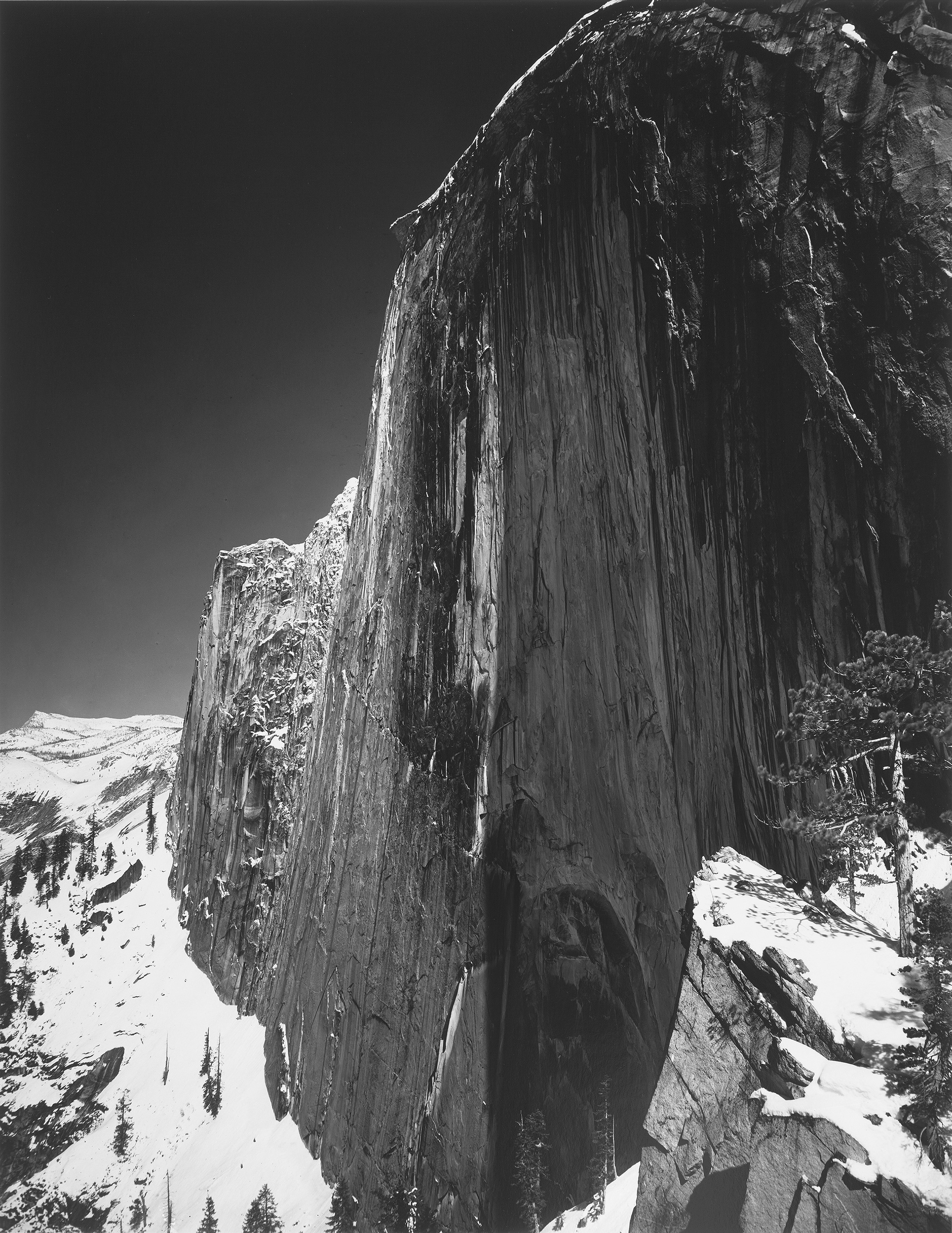
Ansel Adams, Monolith, the Face of Half Dome, épreuve à la gélatine argentique.

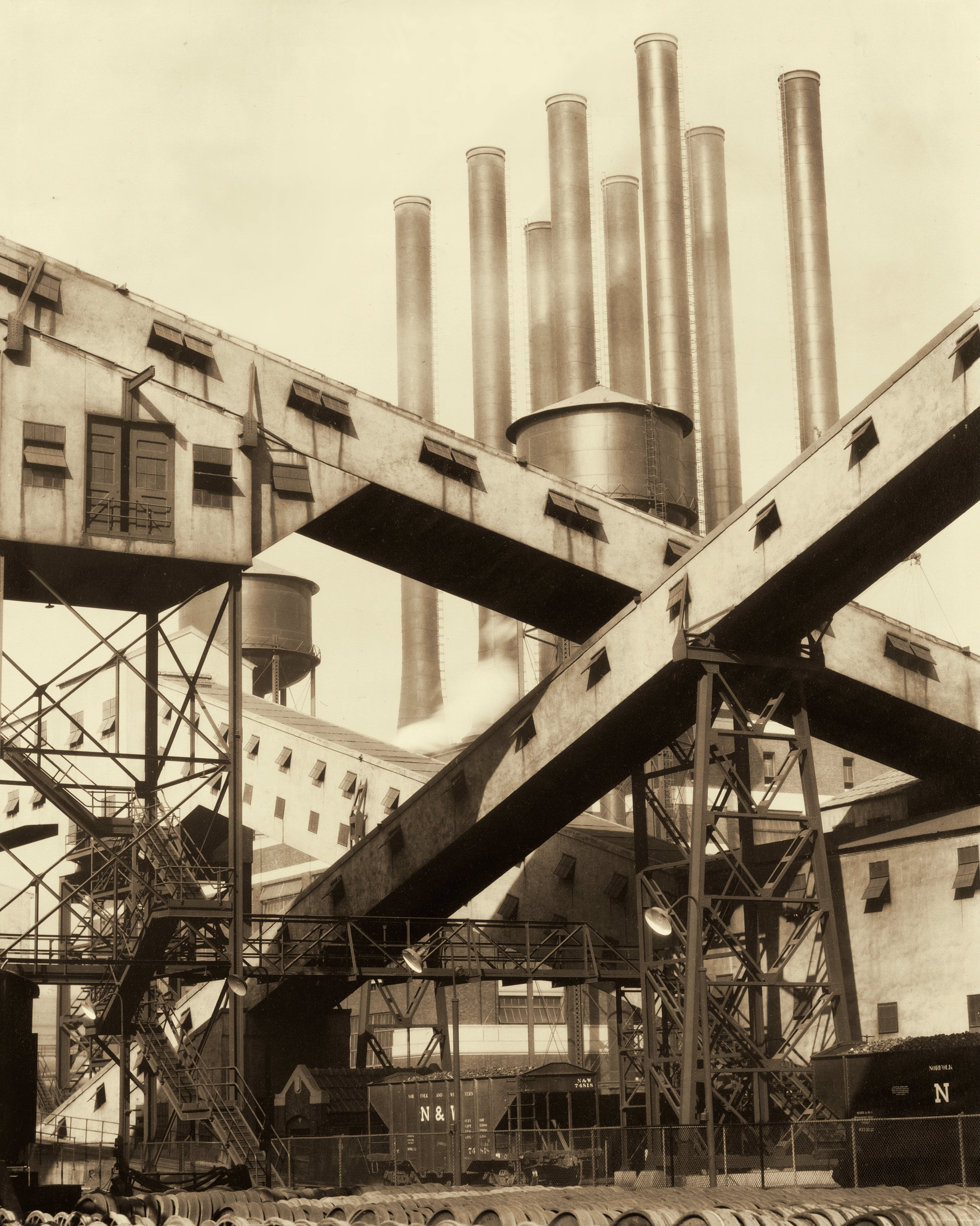
Charles Sheeler, Criss-Crossed Conveyors, River Rouge Plant, Ford Motor Company.

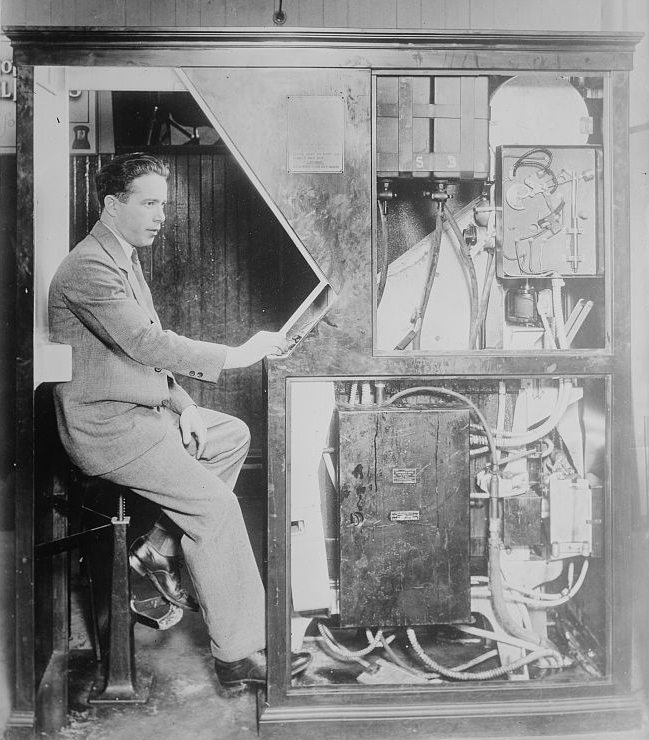
Anatol Josepho dans un photomaton.

Cet article présente les faits marquants de l'année 1927 en photographie.

## Événements
- La photographe américaine Berenice Abbott installée à Paris, qui a rencontré Eugène Atget en 1925, achète à sa mort toutes les archives photographiques d'Atget avec le soutien du galeriste Julien Levy ; elle contribue à faire connaitre son œuvre par des livres et des expositions[1].
- Lucien Lorelle ouvre un studio photographique à Paris, au 47 boulevard Berthier avec le photographe Marcel Amson.
- Créée l'année précédente, sous l'impulsion de personnalités comme Louis Lumière ou Léon Gaumont, l'École technique de photographie et de cinématographie (ETPC) — qui deviendra par la suite l'École Louis-Lumière — ouvre ses portes et accueille ses premiers élèves pour sa première rentrée en octobre dans le local mis à sa disposition par la ville de Paris, 85, rue de Vaugirard. L'année suivante, par un décret du 27 juin 1928, elle est reconnue par l'État.
- Fondation de l’agence photographique de presse Keystone Paris, filiale de Keystone-Londres, par Alexandre Garaï.
- Gabriel Cromer devient le bibliothécaire de la Société française de photographie.
- Début de la publication de la revue française Photo-ciné : revue mensuelle de la photographie et de la cinématographie  (ISSN 2018-0489), qui paraît jusqu'en 1929.

## Photographies notables
- Ansel Adams Monolithe. Half Dome (en) ; la photographie représente la face ouest du Half Dome dans le parc national de Yosemite aux États-Unis.
- 5 mai : Charles Sheeler, Criss-Crossed Conveyors, River Rouge Plant, Ford Motor Company[2].
- Edward Weston, Nautilus (en)[3],[4].
- juin : la revue Popular Science publie dans son vol. 110, no 6, une photographie d'Anatol Josepho et de son photomaton.

## Livres de photographies
- Edward Emerson Barnard, A photographic atlas of selected regions of the Milky Way, Washington, Carnegie, 2 vol. : photographies de la Voie lactée par l'astronome américain.

## Expositions
- Exposition d'anciennes photographies de Paris : 1839 à 1885, Hôtel de la Société française de photographie, 51 rue de Clichy, Paris.

## Prix et récompenses
- Médaille du progrès de la Royal Photographic Society : George Eastman.

## Naissances
- 14 février : Roy Adzak, artiste peintre, graveur, photographe et sculpteur britannique, mort le 30 janvier 1987.
- 17 février : Yvan Dalain, photographe, réalisateur et écrivain suisse, mort le 18 septembre 2007.
- 16 mars : Serge Jacques, photographe français.
- 22 mars : Nicolas Tikhomiroff, photographe français, membre de l'agence Magnum, mort le 17 avril 2016.
- 14 avril :
  - Henri Huet, reporter-photographe de guerre français, lauréat du Prix Robert Capa Gold Medal en 1966, mort le 10 février 1971.
  - Arno Fischer, photographe et professeur d'université allemand, mort le 13 septembre 2011.
- 30 avril : Nicolas Treatt, photographe français d’origine russe, spécialisé dans la photographie de théâtre, mort le 11 juillet 2011.
- 1er juin : Solange Podell, photographe française, morte le 3 mars 2020.
- 14 juin : André Jammes, libraire, collectionneur et historien de la photographie français.
- 20 juin : Bernard Cahier, journaliste et photographe français, spécialiste du sport automobile et de la Formule 1, mort le 10 juillet 2008.
- 26 juin : Jerry Schatzberg, photographe, réalisateur et scénariste américain.
- 24 juillet : Rudolf Stursa, photographe tchèque.
- 7 août : François Sully, photojournaliste français, mort le 23 février 1971.
- 16 août : Grey Villet, photographe et photojournaliste américain d'origine sud-africaine, ayant travaillé pendant plus de trente ans pour le magazine Life, mort le 2 février 2000.
- 15 septembre : Antoine Desilets, photographe québécois, mort le 19 décembre 2019.
- 19 septembre : Ulli Kyrklund, photographe finlandaise, morte le 13 janvier 2011.
- 20 septembre : Hans Malmberg, photographe suédois., mort le 1er septembre 1977.
- 9 octobre : René Groebli, photographe et photojournaliste suisse.
- 6 novembre : Hubert Grooteclaes, photographe belge, mort le 23 octobre 1994.
- 7 novembre : Pierre Bourgeade, écrivain et photographe amateur français, mort le 12 mars 2009.
- 5 décembre : Marvin E. Newman (en), photographe américain, mort le 13 septembre 2023.
- 11 décembre : Philippe Doumic, photographe de plateau français, mort le 8 décembre 2013.
- 13 décembre : Takashi Okamura, photographe japonais spécialisé dans la photographie d'art, mort le 4 février 2014.

## Décès
- 14 février : Camille Enlart, archéologue, historien de l'art et photographe français, né le 22 novembre 1862.
- 18 mars : Charles Harper Bennett, photographe britannique qui a amélioré le procédé gélatino-argentique, né le 12 novembre 1840.
- 25 mars : Johanne Hesbeck, photographe danoise, née le 2 septembre 1873.
- 17 avril : Henri Magron, photographe français, né le 15 janvier 1845.
- 5 mai : Adolf Miethe, scientifique allemand, spécialiste de photochimie, un des pionniers de la photographie couleur, né le 25 avril 1862.
- 13 juin : Giuseppe Primoli (Joseph Napoléon, comte Primoli), personnalité mondaine franco-italienne et photographe amateur, né le 2 mai 1851.
- 25 juin : Fernand Cuville, photographe français connu pour ses autochromes, né le 12 novembre 1887.
- 4 août : Eugène Atget, photographe français, connu pour ses photographies documentaires sur le Paris de la fin du XIXe et du début du XXe siècle, né le 12 février 1857.
- 13 août : Mieczysław Szczuka, artiste polonais, graphiste et photographe, auteur de photomontages, né le 19 octobre 1898.
- 21 octobre : Carel Frederik Cordes, photographe et peintre néerlandais, né le 11 février 1851.

## Célébrations
Centenaire de naissance
- Olympe Aguado
- Ernest Candèze
- William Carrick
- Giorgio Conrad
- Amédée Denisse
- Constant Alexandre Famin
- Alberto Henschel
- Shima Kakoku
- Hermann Krone
- Alphonse de Launay
- Paolo Lombardi
- Giacomo Luzzatto
- Paul-Émile Miot
- Louis-Camille d'Olivier
- Joseph Tairraz